# Buddhi
En idioma sánscrito, el buddhi es la inteligencia. Se la considera una de las partes del cuerpo material que cubre al alma (Atman) mientras esta se encuentra confundida en el mundo material. Según algunas historias de la mitología de la India, Buddhi es representada como una de las consortes del dios Ganesha, junto con Siddhi, poder, o Riddhi, prosperidad.

## Nombre sánscrito
- buddhi, en el sistema AITS (alfabeto internacional para la transliteración del sánscrito).[2]
- बुद्धि, en escritura devanagari del sánscrito.[2]
- Pronunciación:
  - /búdJi/ en sánscrito[2] y en varios idiomas modernos de la India (como el bengalí, el hindí, el maratí o el palí).
- Etimología: ‘inteligencia’, ‘estar despierto’;[2] proviene del verbo budh, que significa:[2]
  - despertar, estar despierto; según el Rig-veda (el texto más antiguo de la India, de mediados del II milenio a. C.);
  - recuperar la conciencia (después de un desmayo).
  - observar, prestar atención, atender
  - percibir, darse cuenta, aprender, entender, estar al tanto de, volverse consciente de, llegar a conocer;
  - saber ser, reconocer como
  - considerar como
  - ser despertado o ser restaurado a la conciencia;
  - despertarse, despertar, restaurar a la vida o a la conciencia
  - revivir el aroma (de un perfume).
  - causar observar, causar la atención, amonestar, aconsejar
  - hacer una persona familiarizada con, recordar o informar de. impartir o comunicar nada a
  - a desear observar, el deseo de conocer a
  - tener una idea, entender a fondo
  - inteligente, sabio.

## El buddhi según la teosofía delsigloXIX
Según Annie Besant, “Buddhi es la facultad que está por encima de la mente razonadora, y es la razón pura, que ejerce la discernidora facultad de intuición, de discernimiento espiritual”.
Majabuddhi es un nombre del majat. Alaia es el Alma universal o anima mundi.
Es también el alma espiritual del hombre, segundo principio de su constitución septenaria, cuerpo intuicional o cuerpo búdico, el vehículo de atman, exotéricamente el séptimo. Es el Yo espiritual, intuición, discernimiento; el poder pensante por sí mismo, independiente de las impresiones externas. Es la potencia que transforma en conceptos claros y perfectos las impresiones procedentes de los sentidos. En este Cuerpo residen los más elevados ideales filosóficos o religiosos, el altruismo.

### Constitución septenaria en el ser humano

#### Tríada superior
1. atma
2. buddhi
3. manas

#### Cuaternario o personalidad
1. kama-manas
2. linga-sarira
3. praná
4. eterofísico